# 牟田弘國
牟田 弘國（むた ひろくに、1910年〈明治43年〉8月29日 - 1987年〈昭和62年〉6月29日）は、日本の陸軍軍人、航空自衛官。最終階級は帝国陸軍では陸軍中佐、航空自衛隊では統合幕僚会議議長たる空将。明治生まれの最後の将官であった。

## 経歴

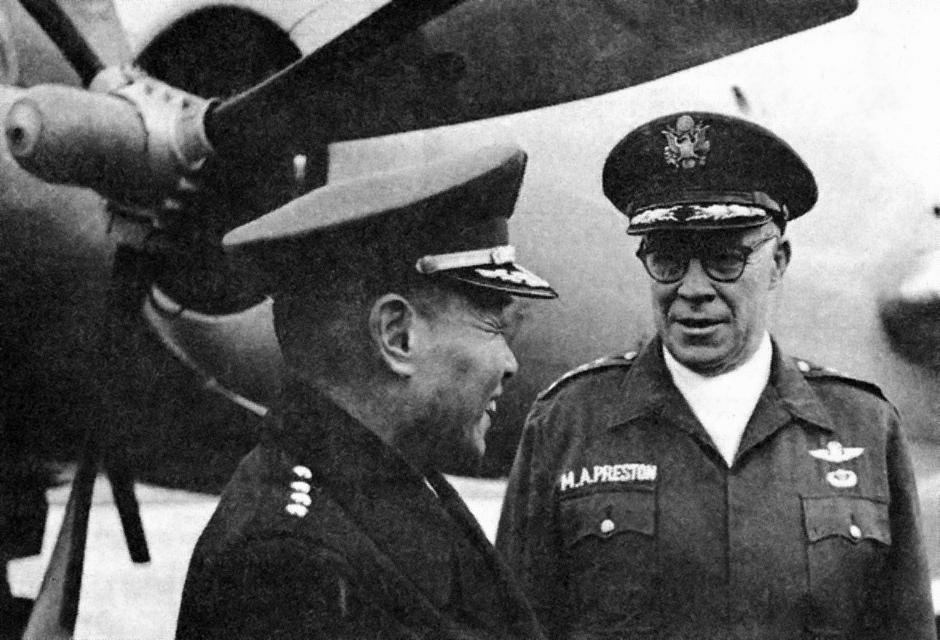
牟田弘國とモーリス・A・プレストンの写真

東京府にて森本重雄の二男として生まれ、牟田寛六海軍大佐の養嗣子となる。東京陸軍幼年学校、陸軍士官学校予科を経て陸軍士官学校本科入校。任官後しばらくは兵科は騎兵であったが、途中で航空兵に転科し戦闘機操縦者となる。
太平洋戦争開戦当時は新鋭の一式戦「隼」を装備する飛行第59戦隊において編隊長（「牟田編隊」）を務め、南方作戦の各地において飛行第64戦隊と共に大きな戦果を挙げた。後も戦闘隊指揮官として独立飛行第84中隊長・飛行第21戦隊長を歴任し、最終的には第6航空軍隷下の第100飛行団長であった。
戦後は公職追放を経て、航空自衛隊に入隊し、臨時築城派遣隊長、第1航空団司令、中部航空方面隊司令官、航空総隊司令官等の要職を経て、第6代航空幕僚長に就任。さらには空自出身者初となる第4代統合幕僚会議議長となった。

## 年譜
- 1931年（昭和6年）
  - 7月：陸軍士官学校本科卒業（43期、騎兵）・見習士官
  - 10月：陸軍騎兵少尉任官・騎兵第13連隊附
- 1934年（昭和9年）
  - 3月：陸軍騎兵中尉に進級
  - 4月：騎兵第4旅団附
- 1937年（昭和12年）
  - 7月：騎兵から航空兵に転科、陸軍航空兵中尉・飛行第4連隊附
  - 8月：陸軍航空兵大尉に進級
  - 9月：所沢陸軍飛行学校（操縦）卒業
  - 10月：明野陸軍飛行学校入校
- 1938年（昭和13年）3月：飛行第4連隊中隊長
- 1939年（昭和14年）7月：飛行第4戦隊中隊長
- 1941年（昭和16年）
  - 3月：明野陸軍飛行学校教官
  - 8月：陸軍少佐に進級
  - 11月：飛行第59戦隊附（一式戦「隼」装備）
- 1942年（昭和17年）
  - 9月：独立飛行第84中隊長（二式複戦「屠龍」装備）
  - 10月：飛行第21戦隊長（84Fcsを改編・昇格）
- 1944年（昭和19年）
  - 3月：明野陸軍飛行学校附
  - 9月：常陸教導飛行師団附
- 1945年（昭和20年）
  - 3月：第100飛行団長
  - 12月：陸軍中佐に進級・待命、予備役
- 1947年（昭和22年）11月28日：公職追放仮指定[1]
- 1954年（昭和29年）10月30日：航空自衛隊入隊（2等空佐）[2]
- 1955年（昭和30年）
  - 1月20日：臨時築城派遣隊長
  - 8月16日：1等空佐
- 1957年（昭和32年）
  - 7月1日：第1航空団司令に就任
  - 8月16日：空将補
- 1959年（昭和34年）11月25日：航空幕僚監部監察官
- 1960年（昭和35年）8月1日：航空幕僚監部人事教育部長
- 1962年（昭和37年）
  - 1月1日：空将
  - 4月7日：中部航空方面隊司令官に就任
- 1964年（昭和39年）4月17日：第5代 航空総隊司令官に就任
- 1966年（昭和41年）4月30日：第6代 航空幕僚長に就任
- 1967年（昭和42年）11月15日：第4代 統合幕僚会議議長に就任
- 1969年（昭和44年）7月1日：退官
- 1980年（昭和55年）11月3日：勲二等瑞宝章受章[3]
- 1987年（昭和62年）6月29日：心筋梗塞のため、東京都目黒区の三宿病院で逝去（享年76）、叙・正四位[4]

## 栄典
- レジオン・オブ・メリット・コマンダー - 1967年（昭和42年）1月19日
- 勲二等瑞宝章 - 1980年（昭和55年）11月3日